# Sainte-Croix-de-Quintillargues
Sainte-Croix-de-Quintillargues település Franciaországban, Hérault megyében. Lakosainak száma 970 fő (2022. január 1.). Sainte-Croix-de-Quintillargues Fontanès, Saint-Bauzille-de-Montmel és Saint-Mathieu-de-Tréviers községekkel határos.

## Népesség
A település népessége az elmúlt években az alábbi módon változott:
| Lakosok száma | 107  | 218  | 382  | 573  | 736  | 852  | 902  | 943  | 950  | 970  |
|               | 1968 | 1982 | 1990 | 2006 | 2013 | 2015 | 2017 | 2019 | 2020 | 2022 |